# Martin Bergvold
Martin Bergvold (* 20. Februar 1984 in Kopenhagen) ist ein ehemaliger dänischer Fußballspieler und heutiger Fußballtrainer.

## Spielerkarriere

### Verein
Bergvold begann seine Karriere bei kleinen Klubs wie Rødovre Boldklub und Boldklubben Avarta. Dann ging er zu Kjøbenhavns Boldklub, dem Reserveteam des FC Kopenhagen. Bergvolds Profidebüt erfolgte im Dezember 2002 für den FC Kopenhagen. Er gewann mit diesem Team 2003 die dänische Meisterschaft. Sein erstes Tor für Kopenhagen erzielte er in der darauf folgenden Saison 2003/04, als sein Team erneut Meister wurde. In der Saison 2005/06 wurde Bergvold zum Stammspieler des neuerlichen Meisters Kopenhagen.
Im Januar 2007 wechselte er zur AS Livorno, mit welcher er gegen den AC Florenz am 28. Januar 2007 sein Serie-A-Debüt gab. Nach über drei Jahren in Livorno, in denen er sich im Verlauf der Saison 2008/09 erstmals einen Stammplatz sicherte, wechselte er im August 2010 zurück zum FC Kopenhagen, nachdem sein Vertrag bei den Toskanern nicht verlängert worden war. Nach einer Kurzleihe zu Lyngby BK, wechselte er im September 2012 zu Esbjerg fB, mit welchen er 2013 den dänischen Pokal gewinnen konnte.
Am 9. Januar 2015 wechselte Bergvold zu Vendsyssel FF, bei welchen er insgesamt 35 Ligaspiele absolvierte und vier Tore erzielte. Nach einem kurzen Intermezzo bei seinem Ex-Klub AS Livorno wechselte er zum färöischen Erstligisten HB Tórshavn, bei welchen er Ende 2017 seine Karriere beendete.

### Nationalmannschaft
Er spielte – meist als Kapitän – für fast alle Jugendnationalmannschaften Dänemarks und wurde 2000 vom dänischen Fußballverband als bester Fußballspieler unter 17 Jahren ausgezeichnet. Im Mai 2006 nahm er für die dänische U21-Nationalelf an der Europameisterschaft 2006 in Portugal teil, wo er bei allen Spielen Dänemarks zur Startformation gehörte.

## Trainerkarriere
Nach seiner Profikarriere wurde Bergvold im Oktober 2017 zum Co-Trainer der U19-Junioren von Esbjerg fB ernannt, wo er bis zum 31. Juli 2020 blieb.

## Titel und Erfolge
- Dänischer U17-Spieler des Jahres: 2000
- Dänischer Meister: 2003, 2004, 2006, 2011, 2013
- Dänischer Pokalsieger: 2004, 2012. 2013
- Royal League: 2005, 2006